# Melanocryptus cyaneus
Melanocryptus cyaneus là một loài tò vò trong họ Ichneumonidae.